# Drapetisca australis
Drapetisca australis är en spindelart som beskrevs av Forster 1955. Drapetisca australis ingår i släktet Drapetisca och familjen täckvävarspindlar. Inga underarter finns listade i Catalogue of Life.